# Februar 1999
Portal Geschichte | Portal Biografien | Aktuelle Ereignisse | Jahreskalender | Tagesartikel

◄ |
19. Jahrhundert |
20. Jahrhundert
| 21. Jahrhundert

◄ |
1960er |
1970er |
1980er |
1990er
| 2000er | 2010er | 2020er | ►

◄ |
1995 |
1996 |
1997 |
1998 |
1999
| 2000 | 2001 | 2002 | 2003 | ►

◄ |
November 1998 |
Dezember 1998 |
Januar 1999 |
Februar 1999 |
März 1999 |
April 1999 |
Mai 1999 |
►
Dieser Artikel behandelt tagesbezogene Nachrichten und Ereignisse im Februar 1999.

## Tagesgeschehen

### Montag, 1. Februar 1999
- Bern/Schweiz: Die Lissabon-Konvention wird wirksam. Die sie ratifizierenden Länder erkennen im Ausland erbrachte Studienleistungen im Hochschulbereich in der europäischen Region an. Von den Ländern mit deutscher Amtssprache hat bisher nur die Schweiz den Vertrag ratifiziert.[1]

### Dienstag, 2. Februar 1999
- Caracas/Venezuela: Hugo Rafael Chávez Frías, der einst die staatsfeindliche Organisation Revolutionäre Bolivarische Bewegung gründete, wird als neuer Staatspräsident vereidigt. Er betont seinen Willen, die Gesellschaft in eine sozialistische umzuwandeln.[2]

### Mittwoch, 3. Februar 1999
- Brüssel/Belgien: Österreich hinterlegt beim Europarat seine Ratifikationsurkunde des Übereinkommens über die Anerkennung von Qualifikationen im Hochschulbereich in der europäischen Region, mit der Hochschulreifezeugnisse und Hochschulabschlüsse in allen Vertragsstaaten gegenseitig anerkannt werden.[3]

### Freitag, 5. Februar 1999

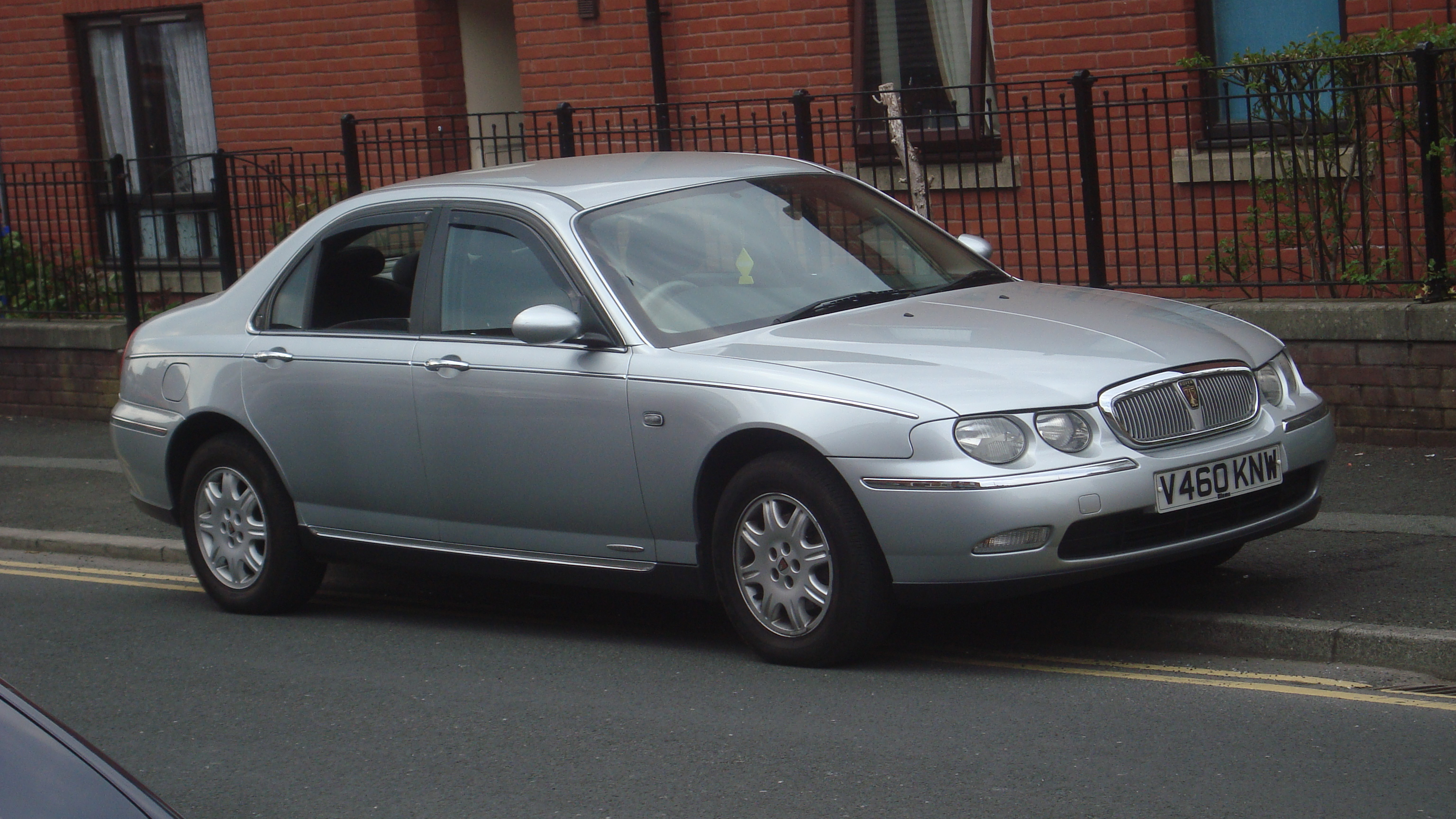
Das neue Modell 75 könnte Rovers letzte Chance sein

- Maryland/Vereinigte Staaten: Der US-amerikanische Boxer Mike Tyson wird zu einem Jahr Haft, einer Geldstrafe von 5.000 US-Dollar und 200 Sozialstunden verurteilt, weil er nach einem Autounfall zwei Männer angriff.[4]
- München/Deutschland: Dem Vorstandsvorsitzenden des Kraftfahrzeug-Herstellers BMW AG Bernd Pischetsrieder wird das verlustreiche Geschäft mit dem 1994 eingegliederten britischen Automobilhersteller Rover Ltd. zum Verhängnis. Als neuer Vorstandsvorsitzender wird künftig Joachim Milberg die BMW AG leiten.[5]

### Sonntag, 7. Februar 1999

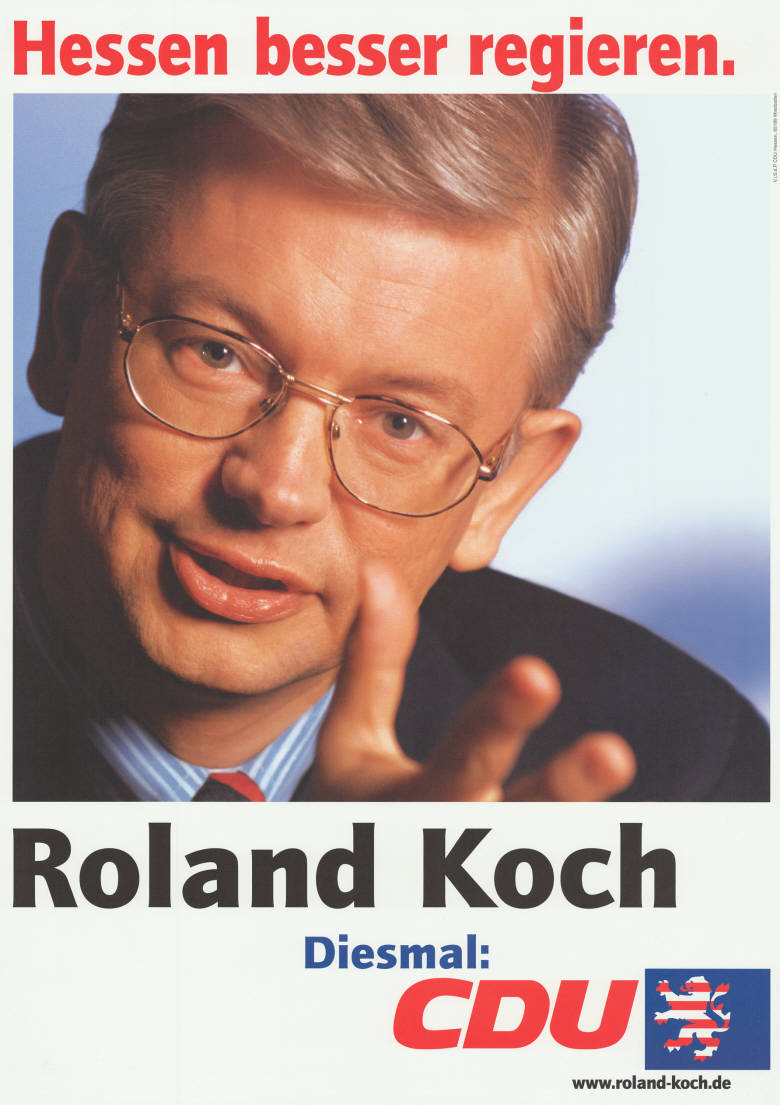
Wahlwerbung der CDU Hessen

- Bern/Schweiz: Die Teilnehmer einer Volksabstimmung votieren für den Beschluss des Bunds über die Änderung der Voraussetzungen für die Wählbarkeit in den Bundesrat, für neue Regelungen im Umgang mit Transplantaten und für ein geändertes Bundesgesetz über die Raumplanung, das die Anliegen von Landwirten besser berücksichtigt. Das Begehren der Volksinitiative „Wohneigentum für alle“ wird abgelehnt.[6][7]
- Amman/Jordanien: Nach dem Tod seines Vaters Hussein I. betritt Abdullah II. den Königsthron.[8]
- Wiesbaden/Deutschland: Bei der 15. Landtagswahl erreicht die CDU, angeführt von Roland Koch, mit 43,7 % das beste Ergebnis in Hessen seit 1982. Die SPD muss nach acht Jahren in die Opposition, da Koch keine Große Koalition wünscht.[9]

### Dienstag, 9. Februar 1999
- Berlin/Deutschland: Der Deutsche Michael Ballhaus wird als bester Kameramann mit der Goldenen Kamera ausgezeichnet. Der US-Amerikaner Steven Spielberg erhält den Preis in der Kategorie „Erfolgreichster Regisseur des Jahrhunderts“.[10]

### Mittwoch, 10. Februar 1999
- Berlin/Deutschland: Die 49. Internationalen Filmfestspiele Berlin, die auf unabsehbare Zeit zum letzten Mal in ihrem Stammquartier von Zoo Palast und Umgebung stattfinden, werden mit dem Film Aimée & Jaguar des Regisseurs Max Färberböck eröffnet.[11]

### Donnerstag, 11. Februar 1999

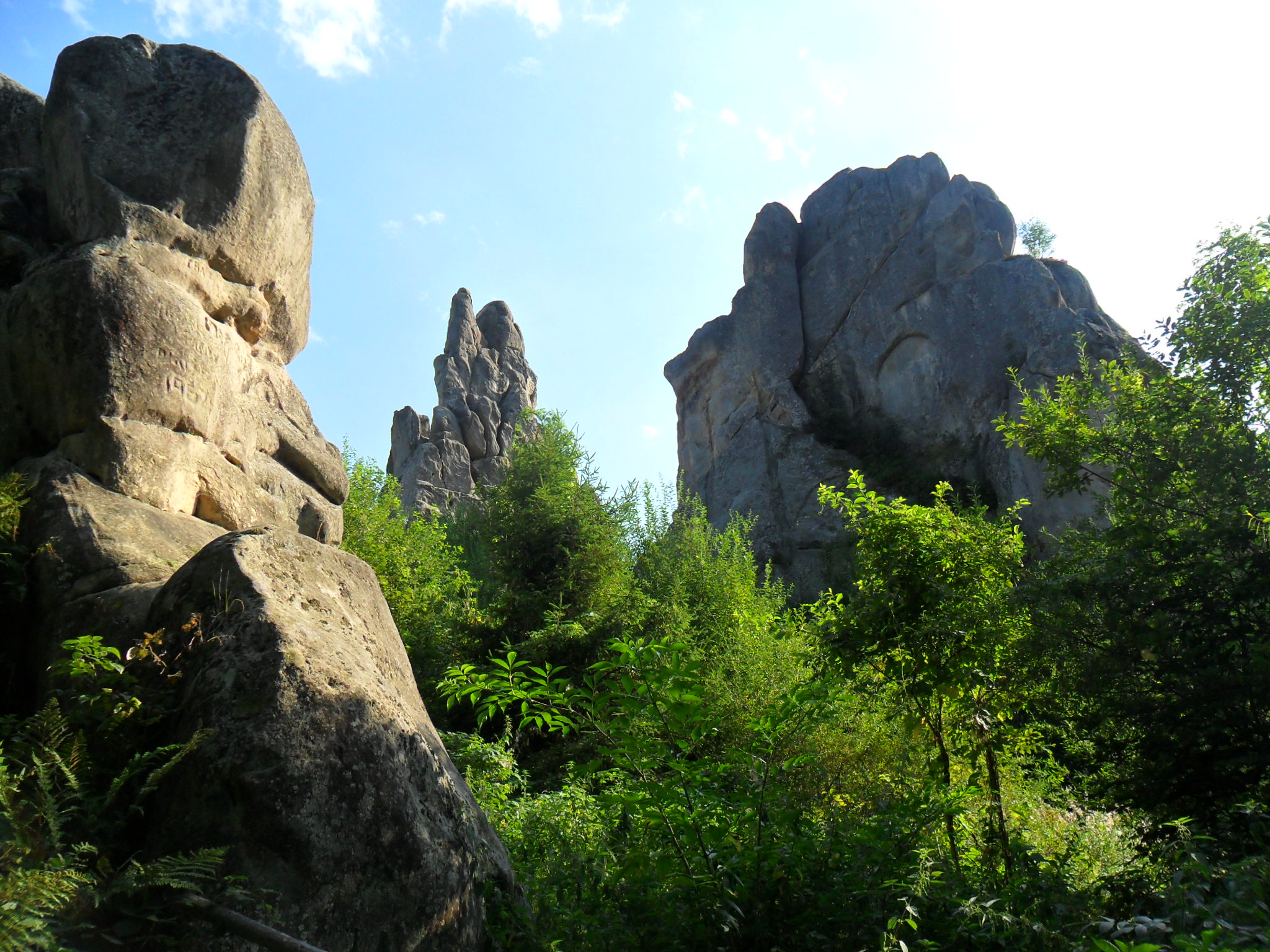
In den Skoler Beskiden

- Skole/Ukraine: Der Nationalpark Skoler Beskiden wird mit dem Ziel gegründet, den Tannen- und Buchenbestand des Waldreservats zu erhalten.
- Sonnensystem: Der Planet Pluto beendet eine seit dem 7. Februar 1979 währende Zeitphase, in der er aufgrund seiner exzentrischen Umlaufbahn der Sonne näher war als der Planet Neptun.[12]
- Tahtsa Lake/Kanada: Es fällt mit 145 cm die größte bisher in Kanada gemessene Schneemenge pro Tag.[13]

### Freitag, 12. Februar 1999
- Deutschland, Ecuador: Der Investitionsschutzvertrag zwischen beiden Staaten tritt in Kraft.[14]
- Washington, D.C./Vereinigte Staaten: Im US-Senat endet das Amtsenthebungsverfahren gegen Präsident Bill Clinton nach seiner Lewinsky-Affäre. Für einen Schuldspruch wegen Meineids oder Strafvereitelung kommt keine erforderliche Zweidrittelmehrheit zustande.

### Samstag, 13. Februar 1999
- Guben/Deutschland: In der Nacht kommt der algerische Asylbewerber Farid Guendoul auf der Flucht vor einer Gruppe von rechtsradikalen Jugendlichen ums Leben. Der als „Gubener Hetzjagd“ bekannte Vorfall erregt überregionale Aufmerksamkeit.[15]
- Hamburg/Deutschland: In der Debatte um die Ausweitung der mehrfachen Staatsbürgerschaft im deutschen Recht druckt das Ostpreußenblatt den ersten Teil der rechtspopulistischen „Flugschrift an die Deutschen, die es noch sein wollen, über die Lage ihres Volkes“ von Horst Mahler, der wegen Straftaten als Mitglied der linksextremen terroristischen Vereinigung Rote Armee Fraktion über sechs Jahre im Gefängnis saß.[16]

### Montag, 15. Februar 1999
- Nairobi/Kenia: Der griechische Außenminister Theodoros Pangalos fordert den in der griechischen Botschafterresidenz verschanzten PKK-Führer Abdullah Öcalan telefonisch auf, sich in ein Flugzeug Richtung Niederlande zu begeben. Dieser willigt ein, doch der Jeep mit Öcalan beschleunigt auf dem Mombasa-Highway und der PKK-Führer wird in Gewahrsam des türkischen Nachrichtendiensts MIT aus Kenia ausgeflogen.[17]
- New York/Vereinigte Staaten: Der Rap-Musiker Big L wird in der 139. Straße im Bezirk Harlem erschossen. Ihn treffen neun Schüsse in die Brust und ins Gesicht.

### Dienstag, 16. Februar 1999
- Australien: Die Bewohner des Kontinents, vornehmlich im Outback, werden Zeuge einer ringförmigen Sonnenfinsternis.

### Mittwoch, 17. Februar 1999
- Berlin/Deutschland: Anhänger der kurdischen Partei PKK versuchen das israelische Generalkonsulat in der deutschen Hauptstadt zu besetzen. Die Sicherheitsleute der Israelis erschießen vier Kurden, zwölf weitere werden durch Projektile verletzt.[18][19]

### Samstag, 20. Februar 1999
- Baikonur/Kasachstan: An Bord eines russischen Sojus-Raumschiffs gelangt mit Ivan Bella der erste Raumfahrer mit slowakischer Staatsbürgerschaft ins Weltall.[20]

### Sonntag, 21. Februar 1999
- Berlin/Deutschland: Die Jury der 49. Internationalen Filmfestspiele Berlin zeichnet den Film Der schmale Grat von Regisseur Terrence Malick als besten Beitrag des Festivals mit dem Goldenen Bären aus.[21]
- Irakischer Teil Kurdistans/Irak: Die türkischen Streitkräfte beenden ihre Operation gegen kurdische Milizionäre im Nachbarland und verkünden die Beschlagnahmung großer Mengen militärischer Ausrüstung.[22]
- Lomé/Togo: Die Opposition in Togo blockiert die Parlamentswahlen.

### Montag, 22. Februar 1999

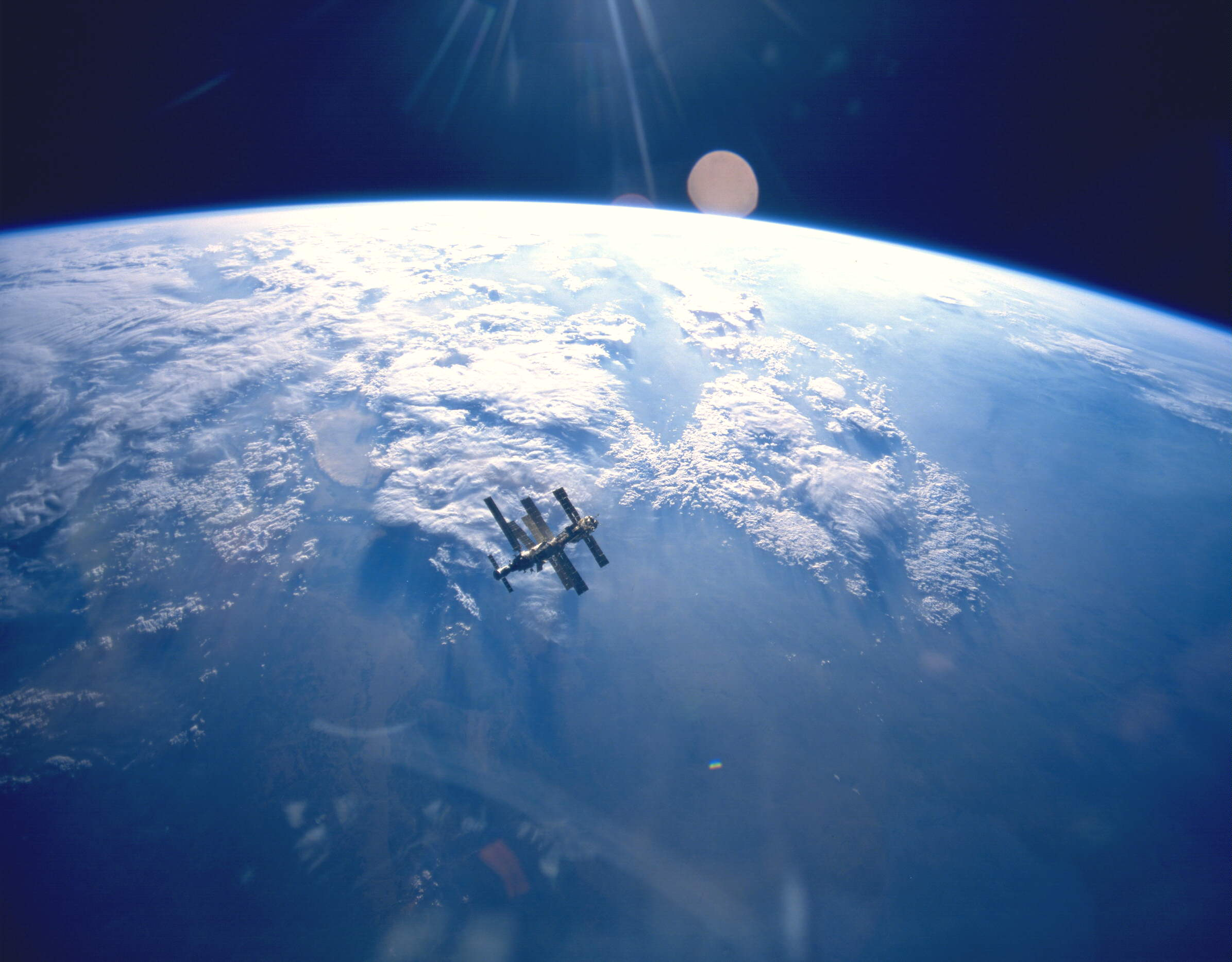
Erde, Mond und Mir

- Orbit: Die 27. und letzte Stammbesatzung trifft auf der Raumstation Mir ein. Wiktor Afanassjew aus Russland und Jean-Pierre Haigneré aus Frankreich sollen die Station versiegeln, fast alle Systeme abschalten und danach auf die Erde zurückkehren. Wenige Monate später soll die Raumstation beim Eintritt in die Erdatmosphäre verglühen.[23]
- Skopje/Mazedonien, Sofia/Bulgarien: Die Regierungen beider Länder legen ihren jahrelangen Sprachenstreit mit der Unterzeichnung einer gemeinsamen Erklärung bei.

### Mittwoch, 24. Februar 1999
- Los Angeles/Vereinigte Staaten: Bei den 41. Grammy Awards wird Lauryn Hill, die Leadsängerin der amerikanischen Hip-Hop-Band Fugees, mit fünf Auszeichnungen geehrt.[24]

## Weblinks

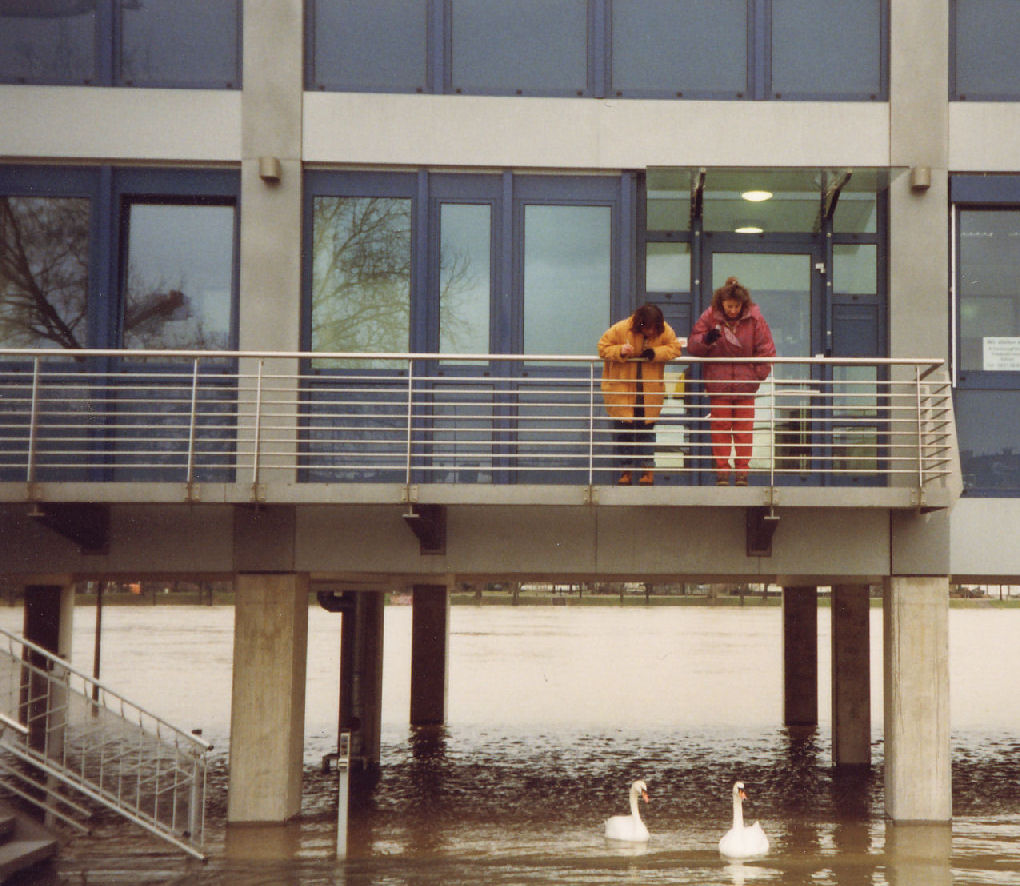
Rheinland-Pfalz im Februar 1999